# ビックリ情報局
『ビックリ情報局』（ビックリじょうほうきょく）は、1970年11月1日から同年12月27日まで日本テレビで放送されていた情報番組である。全9回。放送時間は毎週日曜 14:15 - 14:30 （日本標準時）。

## 概要
世間にまったく知られていない珍情報や、一部では知られていても詳しい内容までは知られていない情報の解明をコンセプトにした番組。司会は毒蝮三太夫が務めていた。